# Томпсон, Тина
Тина Мари Томпсон (англ. Tina Marie Thompson; родилась 10 февраля 1975 года в Лос-Анджелесе, Калифорния) — американская профессиональная баскетболистка, выступавшая в женской национальной баскетбольной ассоциации. Была выбрана на драфте ВНБА 1997 года в первом раунде под общим первым номером командой «Хьюстон Кометс», в составе которой завоевала четыре чемпионских титула. Помимо этого она также является двукратной Олимпийской чемпионкой, девять раз участвовала в матчах всех звёзд лиги, а также является вторым по результативности игроком в истории ассоциации. Свой последний матч провела 22 сентября 2013 года, когда её клуб «Сиэтл Шторм» уступил в первом раунде плей-офф команде «Миннесота Линкс» со счётом 55:58. Член Зала славы баскетбола с 2018 года.

## Ранние годы
В детстве Тина вместе со своим братом Ти Джеем и друзьями часто играла в баскетбол в Робертсон-парке в Западном Лос-Анджелесе. Учась в старшей школе Морнингсайд в Инглвуде она была членом баскетбольной команды и за время выступлений набрала более 1500 очков и сделала более 1000 подборов. Кроме баскетбола девушка также играла в волейбол. По окончании обучения она поступила в Университет Южной Калифорнии, который закончила в 1997 году.